# Jesse Garon
Bruno Fumard más conocido como Jesse Garon (estilizado también, en su nombre artístico, como Jessé Garon') , nacido el 1 de agosto de 1962 en La Rochelle, es un artista francés, compositor-autor de blues, country y rock and roll.
Se hizo famoso en 1983 con canciones como C'est Lundi (1.er premio Interpress de la canción francesa, 1984), Lucky Dom Dom, Nous Deux ("With You" en Inglés, clip Nº 1 New York y Tokio en verano 1985), Le Prince du Rock'n'roll (1986), Elle n'a pas dit Oui (1993), Elle n'a pas dit Oui (2004), entre otros.

## Discografía
- Jesse Garon et l'âge d'or (Polydor 1984)
- Hommage (Polydor 1985)
- Prince du Rock 'n' Roll (Polydor 1986)
- Être Jeune (Polydor 1988)
- Complèt'ment Chiffré (A/B 1993)
- Best Of Jessé Garon' (Choice Of Music 2002)
- Je Crois En La Vie (Sony Music – FGL 2004)
- D'un Commun Accord (Sony Music 2006)
- Le Coffret : Jessé Garon’ - L'essentiel du Prince du Rock 'n' Roll  (FGL 2010)
- Jessé Garon’ Live : Rock’n’roll aux Issambres (Naïve 2012)

## DVD
- Jessé Garon’ Hillbilly French Cat (FCLP – 2005)
- Big Beat Story Volume 2 (BBR – 2011 - participaf)

## Filmografía[2]
- A nous les garçons (Michel Lang – 1985)
- La nuit du clown (François Chayé – 1994)